# Arachnodima
Arachnodima is een geslacht van kevers uit de familie  
kniptorren (Elateridae).
Het geslacht is voor het eerst wetenschappelijk beschreven in 1893 door Candèze.

## Soorten
Het geslacht omvat de volgende soorten:
- Arachnodima adelaidae (Candèze, 1863)
- Arachnodima boganus (Calder, 1986)
- Arachnodima bribbarensis (Calder, 1986)
- Arachnodima burrelli (Calder, 1986)
- Arachnodima opaca Candèze, 1893
- Arachnodima ourapilla (Calder, 1986)
- Arachnodima xenikon (Calder, 1986)